# Liste der Monuments historiques in Macey
Die Liste der Monuments historiques in Macey führt die Monuments historiques in der französischen Gemeinde Macey auf.

## Liste der Objekte
| Bezeichnung               | Beschreibung                                              | Standort                       | Kennzeichnung | Schutzstatus | Datum | Bild |
| ------------------------- | --------------------------------------------------------- | ------------------------------ | ------------- | ------------ | ----- | ---- |
| Adlerpult                 | Eichenholz, farbig gefasst und vergoldet, 18. Jahrhundert | in der Kirche St-Martin (Lage) | PM10003475    | Inscrit      | 1974  |      |
| Kirchenfenster            | aus dem 16. Jahrhundert                                   | in der Kirche St-Martin (Lage) | PM10003428    | Classé       | 1913  |      |
| Kruzifix                  | Eichenholz, farbig gefasst, 18. Jahrhundert               | in der Kirche St-Martin (Lage) | PM10003504    | Inscrit      | 1973  |      |
| Zelebrantenstuhl          | Holz, 19. Jahrhundert                                     | in der Kirche St-Martin (Lage) | PM10003506    | Inscrit      | 1973  |      |
| Kredenz                   | Eichenholz, 18. Jahrhundert                               | in der Kirche St-Martin (Lage) | PM10003474    | Inscrit      | 1973  |      |
| Skulptur Madonna mit Kind | Kalkstein, zweite Hälfte des 16. Jahrhunderts             | in der Kirche St-Martin (Lage) | PM10001109    | Classé       | 1913  |      |
| Triptychon                | Ölfarbe auf Holz, bezeichnet 1623                         | in der Kirche St-Martin (Lage) | PM10001110    | Classé       | 1913  |      |
| Taufbecken                | Kalkstein, 16. Jahrhundert                                | in der Kirche St-Martin (Lage) | PM10003505    | Inscrit      | 1973  |      |
| Kanzel                    | Eichenholz, bemalt und vergoldet, 18. Jahrhundert         | in der Kirche St-Martin (Lage) | PM10003507    | Inscrit      | 1973  |      |
| Weihwasserbecken          | Kalkstein, 12. Jahrhundert                                | in der Kirche St-Martin (Lage) | PM10001107    | Classé       | 1908  |      |
| Kirchenbank               | Eichenholz, 17. Jahrhundert                               | in der Kirche St-Martin (Lage) | PM10001108    | Classé       | 1908  |      |